# Die Liebe der Betty Patterson
Die Liebe der Betty Patterson ist ein US-amerikanisches Filmdrama aus dem Jahr 1928. Das Drehbuch basiert auf dem gleichnamigen Bühnenstück von Rida Johnson Young.

## Handlung
Jérôme Bonaparte reist nach Baltimore und arbeitet dort als Lehrer. Er lernt die Kaufmannstochter Elizabeth Patterson kennen und verliebt sich in sie. Erst nach der Hochzeit gibt er ihr sich als Bruder des französischen Kaisers Napoleon Bonaparte erkennen.
Als Jérôme nach Frankreich reist, verweigert sein Bruder seiner Frau die Einreise. Er lässt die Ehe annullieren und schickt sie wieder zurück nach Baltimore. Eine geplante Hochzeit mit der Prinzessin Fredericka von Württemberg platzt, weil Jérôme flieht. Er kehrt zu Elizabeth zurück. Sie hat mittlerweile ihren gemeinsamen Sohn zur Welt gebracht.

## Kritik
Mordaunt Hall von der New York Times schrieb, der Film sei mit seinen ganzen Schnörkeln und heißblütigen Umarmungen eine ansprechende Romanze.

## Auszeichnungen
Bei der ersten Oscarverleihung 1929 wurde Anthony Coldeway für den Oscar in der Kategorie Bestes Drehbuch nominiert.

## Hintergrund
Die Uraufführung fand am 26. April 1928 statt.
Der Film ist eine Mischung aus Stumm- und Tonfilm. Dialoge wurden direkt aufgenommen, Musik und Toneffekt mittels Vitaphone (einem speziellen Tonfilmprozess) eingefügt.